# Непризнанные и частично признанные государства

Государства — члены ООН, не признанные хотя бы одним другим государством — членом ООН
Государства, не являющиеся членами ООН, признанные хотя бы одним государством — членом ООН
Государства, не являющиеся членами ООН, не признанные ни одним государством — членом ООН

Непри́знанные и части́чно при́знанные госуда́рства (также используются другие названия, см. § Терминология) в самом широком смысле — территориальные единицы, обладающие «широким набором» признаков суверенного государства (территория, постоянное население, собственная система управления, способность вступать в международные отношения), но не являющиеся членами Организации Объединённых Наций (ООН). Понятие «частично признанное государство» не имеет правового значения, т. к. в международном праве нет лимита по числу государств, которые должны осуществить признание (т. е. государство бывает или признанным, или непризнанным).

Их территория, как правило, расценивается государствами — членами ООН как находящаяся под суверенитетом одного или нескольких государств — членов ООН; не признающими их государствами и/или международными организациями эти политии рассматриваются как сепаратистские образования, отколовшиеся регионы либо оккупированные территории.

## Проблема определения и свойства непризнанных и частично признанных государств
Проблема определения, что есть «государство де-факто», спровоцировала масштабную дискуссию в научных кругах. Существует множество различных способов определить, что является таковым государством, но большинство исследователей сходятся в том, что эта полития должна соответствовать «общепризнанным признакам государственности». Таковыми называются признаки государства, установленные в подписанной в 1933 году Конвенции Монтевидео, определяющей четыре сущностные характеристики государства.
Прежде всего, государственность предполагает наличие определённой территории — физического географического пространства, где осуществляется государственная власть этой политии. При этом, что существенно, это не подразумевает непременного контроля всей заявленной территории; отсутствие обязательности такого контроля справедливо как для признанных государств, которые не контролируют отколовшиеся территории, так и для самопровозглашённых государств, которые порой не контролируют часть заявленных ими территорий: так, САДР не контролирует часть Западной Сахары, а Республика Косово — Северное Косово.
Государство должно иметь постоянное население, что исключает признание государственности за безлюдными клочками земли или за областями с сугубо временным населением (вроде научных станций в Антарктике); впрочем, такое население «необязательно должно напрямую относиться к этому государству».
Требуется наличие системы управления, способной обеспечить самые основные требования поддержания государственности, что, впрочем, «не связано с эффективностью». Некоторые самопровозглашённые государства, вроде Сомалиленда или Северного Кипра, могут быть охарактеризованы как довольно далеко продвинувшиеся в создании своих администраций, тогда как другие не имеют «особо устоявшихся» систем управления. Важным аспектом, однако, является то, что это требование всё чаще подразумевается как требование наличия подлинно независимой от внешнего управления администрации — а это уже является довольно существенной преградой для значительного количества «государств де-факто», поскольку во многих случаях (если не почти во всех) само существование самопровозглашённого государства обеспечивается поддержкой (в том числе — нередко — военной) со стороны внешнего покровителя. Очевидные примеры такой ситуации включают Турецкую Республику Северного Кипра, существование которой гарантируется турецким военным контингентом, ПМР, Абхазию и Южную Осетию, поддерживаемые присутствием российских войск, а также Косово, «занятое силами НАТО». Единственным известным непризнанным государством, которое может рассматриваться как не имеющее какого-либо покровителя, является Сомалиленд.
Наконец, непризнанные и частично признанные государства обычно имеют способность и стремление вступать в стандартный набор взаимоотношений с полноправными государствами, однако те своим непризнанием не дают им возможности для полноценного участия в таковых. Впрочем, это требование уже в целом не рассматривается столь же важным, как это было в прошлом: если в начале XX века международные отношения определялись едва ли не исключительно государствами, то сейчас в них вовлечены и многие другие участники помимо государств.
Таким образом, для оценки того, соответствует ли та или иная территория критерию самопровозглашённого государства, нужно решить ряд фундаментальных вопросов относительно наличия у той или иной территории соответствующих признаков: территории, постоянного населения, собственной системы управления, представляющей собой нечто большее, чем орудие государства-покровителя, действительной возможности вступать в международные отношения с другими государствами. В литературе встречаются различные определения «государства де-факто». В «возможно, самом простом» это будет территория, обладающая широким набором признаков государственности и поддерживающая «определённую разновидность хотя бы квазинезависимого существования», но не являющаяся членом ООН.
Но даже в более широком варианте — определении самопровозглашённого государства как территории с признаками государственности, но не входящей в ООН, — встают вопросы относительно отнесения политий к этой категории. В ряде случаев классификация единицы как самопровозглашённого государства не вызывает сомнений, но в некоторых случаях такое определение может создать ситуации, которые кажутся определённо некорректными. Так, Республика Косово технически является самопровозглашённым государством как не состоящая в ООН, однако её широкое международное признание может побудить некоторых утверждать, что таковая является не «самопровозглашённым государством», а просто государством, которое, хотя и лишено возможности вступить в саму ООН из-за российско-китайского вето, всё же вошло в ряд институтов под эгидой Организации, таких как МВФ. Справедливо и обратное: Государство Палестина часто рассматривается как государство и даже стало наблюдателем в ООН, но его полноценное членство в Организации блокируется США. Китайская Республика (Тайвань) широко рассматривается как самопровозглашённое государство, однако в «сугубо объективных категориях» это может рассматриваться как некорректная классификация: в существе своём, в силу проводимой после гражданской войны в Китае и Тайванем, и Китайской Народной Республикой политики одного Китая, речь идёт не столько о признании государства, сколько о признании правительства.
Даже если не принимать во внимание три этих особых случая, остаётся вопрос отнесения тех или иных территорий к категории самопровозглашённых государств. Сомалиленд, в принципе, вполне соответствует критериям самопровозглашённого государства, но кроме этого случая (определённого в качестве «особого случая» Африканским союзом) вопрос наличия у тех или иных политий признаков самопровозглашённых государств становится очень непростым. Такой вопрос, в частности, можно поставить о Турецкой Республике Северного Кипра: одни могут утверждать, что она соответствует таковым критериям, тогда как другие откажут ей в этом статусе в силу того, что она не является подлинно независимой от Турции, которая покровительствует ТРСК, а также и в отношении покровительствуемых Россией Республики Абхазия и Республики Южная Осетия.

## Терминология
Наряду с проблемой определения того, что квалифицировать как фактические государства, существует и вопрос, как именовать такие единицы. Эти политии называют государствами де-факто, непризнанными государствами, частично признанными государствами, спорными государствами, неформальными государствами, а также пара-, квази- и псевдогосударствами, самопровозглашёнными государствами.
Термин «государство де-факто» в принципе соответствует духу этих политий, но международно признанные государства тоже существуют де-факто; кроме того, этот термин может показаться довольно неудовлетворительным в рамках декларативной теории государственности (которой придерживается большинство исследователей международного права), в рамках которой международное признание не является обязательным элементом существования государства: если государство соответствует признакам государственности, то оно является государством, а не каким-то «государствоподобным» образованием. Однако в рамках конститутивной теории (тенденцию к приверженности которой проявляют исследователи международных отношений), антипода декларативного подхода, данный термин довольно точно определяет ситуацию, когда полития обладает определёнными признаками государства, но или полностью не признана, или лишь частично признана. Понятие спорного государства предполагает попытку преодоления этого фундаментального противоречия: с декларативной точки зрения оно «тихо» предполагает государственность этих политий, с конститутивной — спорность оной.
В литературе также используются понятия непризнанных, частично признанных и самопровозглашённых государств, однако первое неприменимо к тем фактическим государствам, которые получили определённое признание: так, Северный Кипр признан Турцией, а Абхазия и Южная Осетия — Россией и несколькими другими государствами; второе неприменимо к существенному количеству фактических государств, которые не получили признания ни от одного из государств — членов ООН, а третье «не вполне корректно», поскольку не учитывает, что «все ведущие современные государства мира провозгласили себя сами».

## Появление непризнанных и частично признанных государств
Основным способом возникновения непризнанных и частично признанных государств является одностороннее (то есть вопреки воле центральных властей государства) отделение от государства части его территории.
В число необходимых элементов для достижения сецессии входят:
- наличие отдельного сообщества, угрожающего отделиться от государства, в которое входит;
- наличие географической территории, в рамках которой сепаратисты намерены провозгласить отдельное государство;
- наличие у этой группы политического руководства, выступающего с сепаратистскими требованиями и организующего действия, направленные на отделение территории;
- несогласие этого сообщества с превалирующим в стране порядком вещей, мотивирующее его выступать за соответствующие изменения.

Дополнительным фактором может выступать расчёт времени: сепаратисты предпочитают начинать борьбу за отделение в условиях слабости центральной власти государства (особенно во время острой внутренней политической борьбы в нём). Как правило, сепаратисты встречают сопротивление центра, стремящегося сохранить государство в прежнем виде, в том числе и с применением вооружённой силы (которое, впрочем, может быть ответом на действия сепаратистов). Особым случаем несогласованной сецессии является акт агрессии — отторжение иностранным государством территории другого государства с созданием на захваченной территории нового клиентского или марионеточного государства.
Хотя чаще всего сецессия направлена именно на образование независимой государственности, в ряде случаев независимость не является самоцелью: некоторые сообщества стремятся отделиться от одного государства, чтобы присоединиться к другому, но зачастую объединение/аннексия оказывается нереалистичным вариантом на обозримую перспективу — и тогда ирредентистский конфликт может привести к созданию самопровозглашённого государства.
Как и само право на самоопределение, сецессия является весьма неоднозначным актом. Он может быть интерпретирован и как «освобождение от тирании», и как посягательство на целостность международно признанного государства. В случае современных самопровозглашённых государств международное сообщество в основном придерживается презумпции, что их провозглашение явилось не оправданной «борьбой за освобождение», а необоснованным посягательством на целостность государств-собратьев. Соответственно, сепаратисты сталкиваются с крайне серьёзными проблемами в попытках получить международную поддержку своего дела — особенно в случаях, когда отделение произошло в результате грубого нарушения международного права (акта внешней агрессии, в том числе оккупации) или же для проведения дискриминационной политики.
Наряду с самопровозглашёнными государствами сепаратистского происхождения существуют и «несецессионистские спорные государства», которые — даже в случае наличия определённого признания — не рассматриваются как отделившиеся от «большой страны». Таковыми являются Китайская Республика (Тайвань) (см. выше), а также Сахарская Арабская Демократическая Республика и Государство Палестина.

## Непризнанные и частично признанные государства современности
Приднестровская Молдавская Республика и Республика Сомалиленд не признаны ни одним государством — членом ООН, но часто рассматриваются в литературе как удовлетворяющие критериям государственности. В число государств де-факто, получивших признание хотя бы от одного государства — члена ООН, входят сецессионистские (образованные в результате одностороннего отделения) Турецкая Республика Северного Кипра, Республика Косово, Республика Абхазия, Республика Южная Осетия, а также несецессионистские Китайская Республика, Государство Палестина, Сахарская Арабская Демократическая Республика.

## Список непризнанных и частично признанных государств

### Частично признанные государства

#### Контролирующие заявленную территорию
| Год провозглашения независимости | Самоназвание государства            | Население | Хронология событий |
| -------------------------------- | ----------------------------------- | --------- | --- |
| 1983                             | Турецкая Республика Северного Кипра | 0,38 млн  | Турецкая Республика Северного Кипра, провозглашённая после вторжения турецких вооружённых сил на Кипр в 1974 году, объявила о своей независимости 15 ноября 1983 года. 1 мая 2004 года территория ТРСК была формально включена в состав Европейского союза как часть Республики Кипр. Признана только Турцией, с которой поддерживает дипломатические отношения. Все остальные государства — члены ООН рассматривают территорию Северного Кипра как часть Республики Кипр, незаконно оккупированную Турцией. |
| 1991                             | Республика Южная Осетия             | 0,06 млн  | Согласно конституции Грузии, территория Южной Осетии входит в состав нескольких районов Грузии. 21 декабря 1991 года провозгласила свою независимость, которая с 2008 года признана 5 государствами — членами ООН. Другие государства — члены ООН не признают независимость Южной Осетии. Грузия рассматривает Южную Осетию как часть своей территории, незаконно оккупированную Россией. |
| 1992                             | Республика Абхазия                  | 0,25 млн  | Согласно конституции Грузии, Республика Абхазия является автономной республикой в составе Грузии. С принятия конституции 26 ноября 1994 года республика объявила себя суверенным государством и субъектом международного права. Государственная самостоятельность Абхазии c 2008 года признана 5 государствами — членами ООН. Другие государства — члены ООН не признают независимость Абхазии. Грузия рассматривает территорию Абхазии как часть своей территории, незаконно оккупированную Россией.        |

#### Контролирующие часть заявленной территории
| Год провозглашения независимости | Самоназвание государства                      | Население | Хронология событий |
| -------------------------------- | --------------------------------------------- | --------- | --- |
| 1912                             | Китайская Республика                          | 23,4 млн  | Китайская Республика, контролирующая остров Тайвань и несколько небольших островов, создана китайскими националистами (Гоминьдан), которые считают её продолжателем Китайской республики, появившейся в результате китайской национально-освободительной революции 1911 года против маньчжурского правления и имеющей право претендовать на всю территорию бывшей маньчжурской Империи Цин, включая Внешнюю Монголию. После гражданской войны в 1949 году потеряла дипломатическое признание. Место в ООН было передано Китайской Народной Республике 25 октября 1971 года Резолюцией 2758 Генеральной Ассамблеи ООН. По состоянию на 2024 год дипломатические отношения с Китайской Республикой поддерживают 12 государств: 11 членов ООН, а также Ватикан. КНР проводит политику «Одна страна, две системы», по которой дипломатические отношения возможны или только с КНР, или только с КР. |
| 1976                             | Сахарская Арабская Демократическая Республика | 0,27 млн  | Сахарская Арабская Демократическая Республика признаётся 60 государствами — членами ООН (ещё 24 государства отказались от признания), а также частично признанной Южной Осетией, является членом Африканского союза. Большая часть заявленной территории страны контролируется Марокко, фактическая граница проходит по так называемой Стене позора. Официально претендует на всю территорию Западной Сахары — бывшей колонии Испанская Сахара в границах 1958 года, когда из её состава был исключён переданный Марокко Мыс Хуби, что таким образом оставило в её составе исторические области Сегиет-эль-Хамра, Рио-де-Оро и Агуэра. |
| 1988                             | Государство Палестина                         | 5,2 млн   | Государство Палестина в настоящее время признаётся 147 государствами — членами ООН, а также Ватиканом и САДР. Является государством-наблюдателем в ООН. Разделено на две не имеющие общей границы части: сектор Газа, контролируемый организацией ХАМАС, и Западный берег реки Иордан, частично управляемый Палестинской национальной администрацией (ПНА) под руководством председателя ПНА Махмуда Аббаса (он же — президент государства). |
| 2008                             | Республика Косово                             | 2,0 млн   | Согласно конституции Сербии, входит в состав Сербии как Автономный край Косово и Метохия. На основании резолюции 1244 Совета Безопасности ООН находится под международным управлением. В 2008 году косовские власти провозгласили независимость, которая к настоящему времени признана 101 государством — членом ООН (ещё 15 государств отказались от признания), а также Тайванем, Островами Кука, Ниуэ и Мальтийским орденом. Власти Республики Косово фактически не контролируют её северную часть, населённую сербами. |

### Непризнанные государства
| Год провозглашения независимости | Самоназвание государства              | Население | Хронология событий |
| -------------------------------- | ------------------------------------- | --------- | --- |
| 1990                             | Приднестровская Молдавская Республика | 0,47 млн  | Непризнанное государство, провозглашённое на части территории бывшей Молдавской ССР. Согласно административно-территориальному делению Молдавии, большая часть территории, контролируемой ПМР, входит в состав Республики Молдова как автономное территориальное образование, другая часть входит в состав Молдавии как муниципий Бендеры. Граничит с Украиной. Помимо левобережья Днестра, ПМР также включает в себя небольшую территорию на правом берегу, присоединённую к республике в начале 1990-х годов. Несколько сёл Приднестровья как на правом, так и на левом берегу Днестра, заявленные властями ПМР как часть республики, контролируются властями Молдавии. Власти ПМР считают республику правопреемницей Молдавской АССР, существовавшей в 1924—1940 годах в составе Украинской ССР, несмотря на то, что бывшие границы МАССР и настоящие границы ПМР не совпадают. В настоящее время Приднестровская Молдавская Республика признана частично признанными Абхазией и Южной Осетией. С 2022 года ПАСЕ признаёт Приднестровье зоной российской оккупации на территории Молдавии. |
| 1991                             | Республика Сомалиленд                 | 3,5 млн   | Непризнанное государство, расположенное на северо-западе Сомали. 18 мая 1991 года северные кланы провозгласили независимость Республики Сомалиленд, включавшую в себя 5 из 18 административных регионов Сомали. Контролирует большую часть заявленной территории бывшего Британского Сомалиленда. |

## Иные образования
Государственные образования, не имеющие всех признаков суверенного государства.
| Год провозглашения независимости | Самоназвание государства          | Население     | Хронология событий |
| -------------------------------- | --------------------------------- | ------------- | --- |
| 1947                             | Азад Джамму и Кашмир              | 4,0 млн       | Свободное государство (Свободный штат) Джамму и Кашмир провозглашено в октябре 1947 года в знак протеста против махараджи Хари Сингха, желавшего сохранения независимости княжества Джамму и Кашмир и выступавшего против его присоединения к Пакистану, но в результате подписавшего договор о присоединении к Индии. Согласно позиции, выраженной с подачи Великобритании в официальных документах ООН того времени, штат Джамму и Кашмир — единая суверенная территория, принадлежность которой к Индии или Пакистану (или независимость) должна определяться плебисцитом. Свободный Кашмир признаётся независимым только Пакистаном, но до того, как на всей заявленной территории штата будет проведён референдум (как интерпретируется властями Пакистана термин плебисцит), фактически это признание сводится лишь к праву на независимость, а не к существованию реального государства. В рамках же пакистанского административного деления существует самоуправляемая единица Азад-Кашмир, территория которой значительно сокращена, в неё не входят ни территории в зоне контроля Индии, ни территории вдоль границы с Афганистаном (имевшие в Кашмире особый статус до раздела Индии, см. Агентство Гилгит). В индийской интерпретации термин плебисцит не обязательно означает именно референдум, но и голосование народных представителей — таким образом, подтверждением суверенитета Индии над Кашмиром, по мнению её властей, является голосование в местном совете в 1957 году по вопросу принятия конституции штата Джамму и Кашмир. |
| 1984                             | Республика Западное Папуа         | 2646 489 чел. | Непризнанное и фактически виртуальное государство, провозглашенное 14 декабря 1984 года группой активистов сепаратистского Движения за свободное Папуа. По их замыслу государство должно находиться на территории индонезийской части острова Новая Гвинея. |
| 1989                             | Государство Ва                    | 0,56 млн      | С конца 1940-х годов, во время гражданской войны в Китае, остатки Китайской национально-революционной армии отступили на территорию в пределах Бирмы, когда коммунисты захватили Китай. Правящая Объединённая партия государства Ва образована в 1989 году посредством объединения коммунистической Национальной объединённой партии Бирмы и ряда меньших групп из числа народа ва. Численность Объединённой армии государства Ва, возникшей в том же 1989 году на базе части вооружённых сил Коммунистической армии Бирмы, оценивается до 30 тысяч человек, разделённых между восемью дивизиями. В 2013 году был подписан мирный договор между правительством Мьянмы и руководством государства Ва, однако фактически Мьянма не контролирует территорию области Ва, где продолжают дислоцироваться вооружённые формирования Объединённой государственной армии Ва. |
| 1996                             | Государство Шан                   | 4,7 млн       | Самопровозглашённое непризнанное государство шанов на территории Мьянмы. |
| 2017                             | Федеративная Республика Амбазония | 3,5 млн       | Непризнанное государственное образование в Центральной Африке, претендующее на англоязычную часть Камеруна, которое было провозглашено в результате долгого формируемого движения за независимость Восточного Камеруна. Согласно законодательству Камеруна, контролируемая Федеративной Республикой Амбазония территория является территорией Северо-Западной и Юго-Западной провинций, которые входят в состав Республики Камерун. Правительством Камеруна рассматривается как преступная организация. За время её существования ряд городских администраций и правительств ЕС и США признавали независимость Амбазонии. |
| 2020                             | Западный Тоголенд                 | 4,1 млн       | 25 сентября 2020 года сепаратисты Западного Тоголенда провозгласили независимость от Республики Гана. |